# Guaíba
Guaíba est une ville brésilienne de la mésorégion métropolitaine de Porto Alegre, capitale de l'État du Rio Grande do Sul, faisant partie de la microrégion de Porto Alegre et située à 26 km à l'ouest de Porto Alegre. Elle se situe à une latitude de 30° 06′ 52″ sud et à une longitude de 51° 19′ 32″ ouest, à 23 m d'altitude. Sa population était estimée à 93 578 en 2007, pour une superficie de 377 km2. L'accès s'y fait par la BR-116.
La commune est baptisée Guaíba en hommage au Lac Guaíba sur les rives duquel elle se trouve. Cette dénomination apparaît dans d'anciens textes et sur d'anciennes cartes du XIXe siècle. Le nom est d'origine tupi : Gua-ybe, qui signifie en français “baie de toutes les eaux”. L'ancienne écriture était Guahyba.
Le site de Guaíba était déjà peuplé entre 10 000 et 6 000 avant Jésus Christ. Des vestiges archéologiques y ont été mis au jour.
La ville est située sur la rive droite du Rio Guaíba et possède plusieurs lieux historiques liés à la Guerre des Farrapos.

## Villes voisines
- Barra do Ribeiro
- Mariana Pimentel
- Eldorado do Sul